# Chùm iôn hội tụ

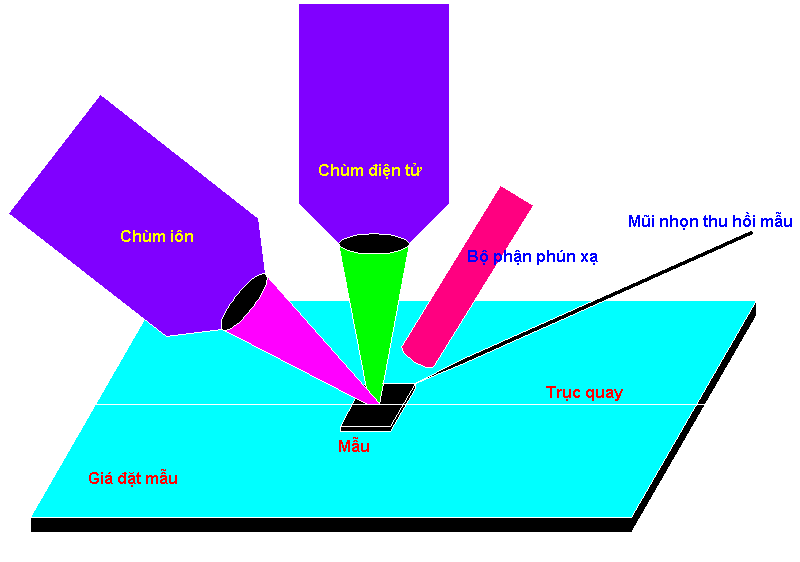
Nguyên lý của kỹ thuật chùm iôn hội tụ 2 chùm tia: một chùm iôn để thao tác, một chùm điện tử hẹp để ghi lại ảnh quá trình thao tác

Chùm iôn hội tụ (tiếng Anh: Focused ion beam, thường được viết tắt là FIB) là kỹ thuật sử dụng trong các ngành vật lý chất rắn, khoa học và công nghệ vật liệu, cho phép tạo các cấu kiện, các lát cắt mỏng, bay bốc, lắng đọng vật liệu bằng cách điều khiển một chùm iôn được gia tốc ở năng lượng cao và được điều khiển để hội tụ trên điểm nhỏ nhờ các hệ thấu kính điện, từ.

## Cấu tạo và nguyên lý hoạt động của FIB
Trên nguyên tắc, FIB có cấu trúc gần giống một kính hiển vi điện tử quét. Các thiết bị chùm iôn hội tụ hiện nay bao gồm 2 chùm tia: một chùm iôn để thực hiện các thao tác chế tạo, và một chùm điện tử hẹp dùng để tạo ảnh, quan sát trực tiếp quá trình làm việc.

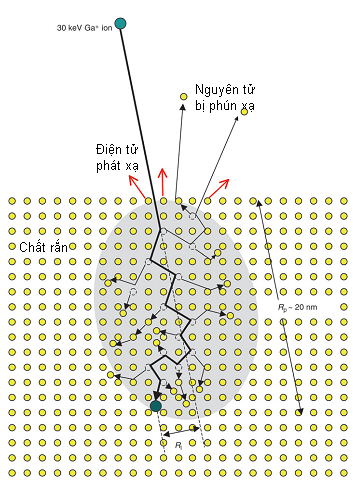
Tương tác của chùm iôn với bề mặt chất rắn: gây các nguyên tử bị bốc bay, phún xạ, phát xạ điện tử thứ cấp...

Iôn được dùng ở đây thường là iôn gali (Ga) vì Ga là chất dễ dàng bị bay hơi và iôn hóa từ Ga kim loại lỏng. Iôn Ga được đốt bay hơi và iôn hóa, sau đó được gia tốc và hội tụ thành chùm iôn hẹp nhờ hệ thấu kính từ (hoặc thấu kính tĩnh điện). Thế gia tốc được sử dụng phổ biến hiện nay là từ 10 đến 50 kV, và chùm iôn có thể được hội tụ thành chùm tia có diện tích nhỏ tới một vài nanomet. Chùm điện tử có tác dụng như chùm điện tử quét kính hiển vi điện tử quét, quét trên bề mặt chi tiết để ghi lại ảnh thông qua việc ghi lại tín hiệu từ điện tử thứ cấp.
Thiết bị FIB hoạt động dựa trên nguyên tắc một hệ phún xạ. Khi chùm iôn hẹp có năng lượng cao quét trên bề mặt, động năng của các iôn sẽ làm cho các nguyên tử chất rắn tại bề mặt bị bốc bay tức thời. Độ sâu, rộng của phần chất rắn bị bốc bay phụ thuộc vào thế gia tốc và cường độ chùm iôn. Cường độ dòng điện của chùm iôn có thể thay đổi từ vài chục pA, cho đến vài chục nA. Để tạo hình cho các chi tiết, chùm iôn được điều khiển quét (giống như việc quét chùm tia điện tử để tạo hình trong màn hình hoặc trong kỹ thuật lithography..). Để bảo vệ chi tiết chế tạo khỏi bị phá hủy bởi chùm iôn, người ta có thể phủ một lớp platin (Pt) hoặc tungsten (thường pha trộn thêm cácbon để dễ bay bốc). Các lớp này có thể tạo thành hình các chi tiết, cấu kiện cần tạo nhờ sự điều khiển của hệ thấu kính. Nói một cách đơn giản, chùm iôn có năng lượng cao hoạt động như một "lưỡi dao", có tác dụng phá hủy những phần mẫu không cần dùng để tạo ra các cấu kiện như ý muốn.
Các hệ FIB hiện nay thường có các hệ thống điều khiển cơ học chính xác để dịch chuyển, quay mẫu hỗ trợ cho quá trình thao tác. Phổ biến là thiết bị 2D FIB (FIB 2 chiều), thao tác chủ yếu từ trên bề mặt và thêm một hướng quay mẫu. Ngoài ra, còn có 3D FIB (các thiết bị rất đắt tiền), cho phép theo tác từ nhiều hướng, tạo các vật liệu theo 3 chiều.

## Các ứng dụng của FIB
Ban đầu, FIB chủ yếu được dùng trong công nghệ bán dẫn và trong phép xử lý mẫu cho TEM, nhưng dần dần, FIB được cải tiến trở thành một thiết bị rất mạnh và đa năng. 

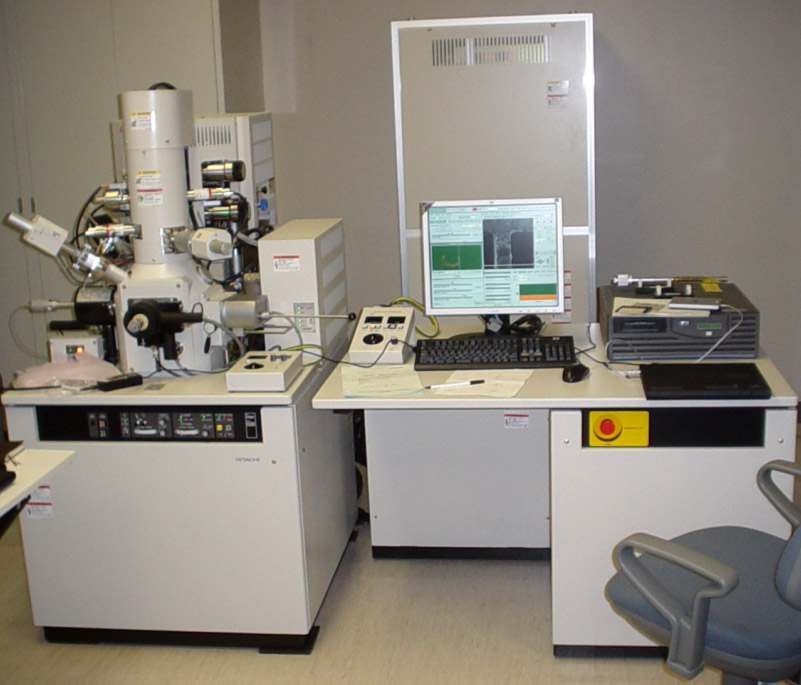
Ảnh chụp thiết bị chùm iôn hội tụ

- Như một kính hiển vi điện tử quét có độ phân giải cao: Việc ghi lại điện tử thứ cấp từ chùm điện tử và chùm iôn cho phép FIB có được hình ảnh như một SEM. Ảnh SEM trên FIB có thể đến từ 2 nguồn: từ nguồn do chùm điện tử quét và từ điện tử thứ cấp phát ra từ tương tác của chùm iôn. Vì thế, FIB có thể ghi đồng thời 2 ảnh ở 2 góc độ khác nhau. Cũng nhờ tính năng này, FIB có thể thực hiện phép ghi ảnh 3 chiều với độ phân giải và chất lượng cao.
- Tạo lát cắt mỏng cho mẫu quan sát trong kính hiển vi điện tử truyền qua: Các phép đo trên kính hiển vi điện tử truyền qua chỉ có thể thực hiện khi mẫu đủ mỏng. Thiết bị FIB cho phép dễ dàng tạo ra mẫu mỏng cho TEM bằng cách thực hiện các nhát cắt, cắt ra một lát mỏng ngang mẫu, sau đó gắp ra nhờ một mũi dò Pt, gắn mẫu vào giá đỡ, sau đó lại dùng chùm iôn năng lượng thấp để mài mẫu đủ mỏng cho các phép đo TEM. FIB cho phép tạo ra mẫu mỏng tới 30 nm, đủ mỏng cho các phép quan sát HRTEM (hiển vi điện tử phân giải cao) với thời gian nhanh hơn và ít thao tác hơn so với các phương pháp xử lý mẫu truyền thống, đồng thời lại giữ được mẫu ít bị phá hủy hơn so với cách truyền thống. Đối với các mẫu màng mỏng cần quan sát cắt ngang, xử lý bằng FIB đặc biệt hiệu quả.
- Chế tạo, sửa chữa, hàn gắn các chi tiết nhỏ: Đây là một tính năng mạnh của FIB, giống như việc tạo các chi tiết bề mặt nhỏ ở lithography... Hệ thống điều khiển chùm iôn cho phép tạo ra các chi tiết nhỏ trực tiếp bằng cách phá hủy màng mỏng. Với khả  năng này, người ta còn gọi FIB là kỹ thuật direct-write lithography, có nghĩa là quang khắc trực tiếp. Các chi tiết có thể được tạo ra, sửa chữa... một cách trực tiếp và quá trình chế tạo có thể được điều khiển, quan sát trực tiếp. Độ phân giải tốt nhất của FIB hiện nay có thể đạt 5-10 nm và có tốc độ nhanh hơn so với lithography. FIB là một công cụ mạnh của công nghệ nano, MEMS, NEMS...
- Làm yếu các cấu trúc điện từ: Người ta có thể tạo các cấu trúc điện, từ nhân tạo bằng cách sử dụng chùm iôn của FIB phá hủy cấu trúc ban đầu (vẫn giữ nguyên chất rắn nhưng thay đổi cấu trúc điện, từ). Kỹ thuật này cho phép tạo ra các cấu trúc điện từ có hình dạng xác định, làm thay đổi hoàn toàn tính chất điện từ của vật liệu cũng như linh kiện[2].
- Vẽ các chi tiết: FIB cho phép tạo ra các hình ảnh như ý muốn bằng cách điều khiển hình dạng của chùm vật liệu bay bốc lên bề mặt đế nhờ bộ điều khiển thấu kính điện từ.

FIB được sử dụng để tạo mẫu cắt lớp cho TEM: quan sát lớp cắt ngang của màng mỏng.

## Nhược điểm của FIB
Mặc dù FIB cho khả năng tạo các chi tiết với tốc độ rất cao, và có khả năng cho độ phân giải chi tiết tương đương với kỹ thuật quang khắc chùm điện tử (kỹ thuật tạo chi tiết có độ phân giải tốt nhất hiện nay), nhưng FIB lại bị vướng phải những nhược điểm từ chính những điểm mạnh đó:
- Rìa của các chi tiết (nơi tiếp xúc trực tiếp với chùm tia iôn) dễ bị nhiễm bẩn do các iôn kim loại Ga có năng lượng cao hấp thụ vào, và do đó tính chất của rìa dễ bị thay đổi (điều này rất quan trọng trong các linh kiện mà cấu trúc rìa có thể ảnh hưởng đến tính chất của linh kiện).
- Chất lượng của các chi tiết bị phụ thuộc quá lớn vào khả năng lấy nét chùm tia (focus).
- FIB xử lý kém với các hình ảnh rời rạc.
- Điện trở suất của các mạch kim loại hàn gắn bằng FIB thường bị thay đổi do ảnh hưởng từ các chùm ion và cácbon trong hệ sputter.